# Čaroděj (Marcelliová)
Čaroděj (ve francouzském originále Le Sorcier) je komická opera (opéra comique) o jednom dějství, kterou zkomponovala na vlastní libreto francouzská skladatelka píšící pod pseudonymem Anaïs Marcelliová. Její premiéra se konala 13. června 1866 v pařížském operním divadle Théâtre-Lyrique-Impérial (nynější Théâtre de la Ville).

## Vznik, historie a charakteristika
Třetí pařížské operní divadlo po Opeře a Opéře-Comique vzniklo – po prvním pokusu z roku 1847, přerušeném únorovou revolucí roku 1848 – roku 1851, přijalo název Théâtre-Lyrique a díky dramaturgii zaměřené na nové autory a díla nového typu mělo značný kulturní význam, i když se zpočátku potýkalo s finančními těžkostmi. V 60. letech 19. století poskytlo příležitost i několika skladatelkám, i když v podobě drobných děl. Nejúspěšnější bylo poslední z nich – Čaroděj Anaïs Marcelliové.
Anaïs Marcelli, vlastním jménem Anne-Laure-Joséphine Perrière-Pilté, rozená Hurelová (1809–1878), byla provdána za velmi bohatého průmyslníka, po jehož smrti roku 1853 vedla v Paříži významný literární a hudební salon. Vedle toho psala poezii a divadelní hry a komponovala. Své skladby, mezi nimi byla i řada drobných oper, prováděla většinou ve svém salonu, avšak opéru comique Čaroděj se jí podařilo dát uvést ve veřejném divadle, totiž Théâtre-Lyrique. Podle recenzenta Revue dramatique Gastona de Saint-Valry „[t]oto dílko, nejprve složené pro pobavení v kroužku přátel, bylo protlačeno do skutečného divadla ovacemi vybrané společnosti, která byla přítomna jeho zrodu“. Premiéra opery Marcelliové se konala ke konci sezóny 1865/66 společně s další jednoaktovou opérou comique, Zuzančinými bonbóny (Les Dragées de Suzette) Hectora Salomona.

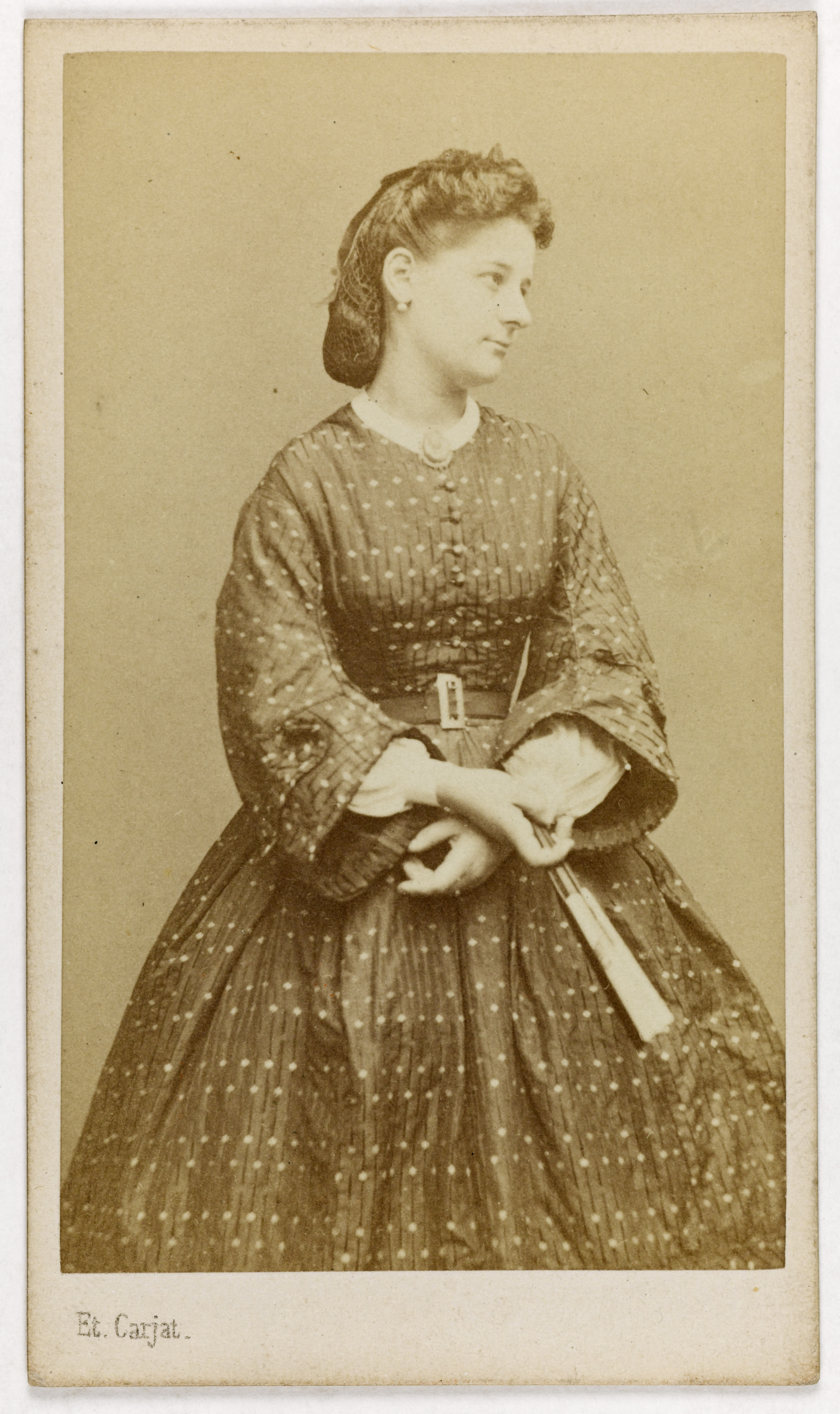
Valérie Tualová, první Martha v Čaroději Anaïs Marcelliové, Fotografie Étienna Carjata.

Po premiéře se tu a tam se ocitlo shovívavé hodnocení: Jacques Durand v žurnálu pro ženy La Sylphide psal: „Pokud jde o nás, bavili jsme se dobře: hudba i text nám daly strávit příjemnou hodinku. […] Čaroděj sklidil hojný potlesk, a my jsme nebyli o nic méně nadšení.“ „Příjemné dílko bez ambicí“ (Le Courrier musical). Výjimečně se objevila rovněž pozitivní hodnocení, například Gaston de Saint-Valry v deníku Le Pays (po popisu děje): „Tato historka je převedena do dialogů s lehkostí a verše, na něž je složena hudba, jsou napsány elegantně a vznešeně. Pokud jde o hudbu, je především prostá, jasná a melodická: půvabné romance, okouzlující duet, dva sbory dokonale napsané pro hlas, valčík velmi originálního rytmu, to jsou kousky, které obecenstvo zvláště zpozorovalo a ocenilo. Paní Marcelliová našla u skutečného publika sympatii a dvornost, na jaké je zvyklá ve svém salonu…“
Většina tisku však referovala jinak. Podle Alphonse Baralla v Le Foyer: „Čaroděj je opravdovým amatérským dílem: text i hudba nestojí téměř za nic. […] Partitura nestojí za víc než libreto: všechny ty romance, duety, malé sbory jako by byly vytrženy z nějakého starého zapomenutého alba; žádný melodický nápad, ani stopa po hudební inspiraci, obyčejné a banální fráze, špatně přišité na harmonické cáry bezcenné k uzoufání. A přesto se tomu poslušně tleskalo…“. Podobně psal hudební historik Albert de Lasalle v časopise Le Monde illustré: „Čaroděj je dílem amatéra, dámy z vysoké společnosti, jejíž salon má pověst jednoho z intelektuálních center Paříže. V takovém ohnisku elegance, dvornosti a duchaplnosti by mohla uspět tak nesourodá opereta. V Théâtre-Lyrique bylo přijetí chladné. Tato historka o loupežníkovi převlečeném za čaroděje se zdála být bez originality a bez půvabu. Ani partitura nebyla poslouchána s větším zájmem. Zněly stížnosti na melodie, kterým chyběla dramatická síla, a na nedbalé zacházení s orchestrem. Přátelům autorky se přesto líbila pijácká píseň a sbor vojáků; ale měli dost práce s tím, aby strhli většinu publika.“
Zvláště odborný hudební tisk zveřejnil přísné kritiky. Armand Gouzien v recenzi pro Revue et gazette musicale de Paris zmiňuje, že bylo oznámeno, že je to práce amatérky pod pseudonymem, jako by „tato příliš sebeuspokojivá exhibice umělecké „aurea mediocritas“ [=zlaté prostřednosti] amatérů, na úkor vážných umělců, mohla zasluhovat jakékoli shovívavosti.“ O hudbě tvrdí: „Bylo by mi zcela nemožné vzpomenout si na sebekratší fragment, který by se vyjímal z monotónního a šedivého podkladu této chudé a neduživé partitury.“ Podobně Gustave Bertrand v hudebním časopise Le Ménéstrel: „Autorka je dáma z vysoké společnosti, která zpravidla dává aplaudovat svým dílům ve svém salonu. Nyní chtěla pod pseudonymem zkusit štěstí na divadle; a první představení skutečně odpovědělo všem jejím nadějím; bude druhé stejně přátelské? Partitura je od téže autorky; její inspirace je prostá a primitivní; najdeme v ní […] všechny otřepané prvky staré komické opery.“ Robert Nuay v týdeníku La Semaine musicale vyzval autorku, aby, chce-li prospět hudbě, si vzala příklad z arcivévody Rudolfa a podporovala dobré hudebníky raději než dávala hrát vlastní výtvory. O samotném díle psal: „Pan Carvalho [ředitel Théâtre-Lyrique] musel mít závažné důvody, že se zavázal provést takovou naivnost, které připomíná současně panoptikum a pouťová pimprlata. […] Nenašel jsem žádné duchaplné slovo, a ani v partituře si nevzpomínám na sebemenší výrazné místo. Ti, kdo mají rádi přerývané melodie, klopýtající pohyb, vzácné modulace do nepříbuzných tónin, ti, říkám, musí být spokojeni. Také orchestr musí provádět velmi řízný doprovod a dá se říci, že si svou mzdu musí řádně vydělat, paní Anaïs Marcelliová nenechá odpočívat ani pozouny, ani trubky, ani buben, to vše se činí o sto šest… a přesto nedochází ke skutečné zvučnosti. Koneckonců, třeba to byl autorský záměr…“
Po autorčině smrti vzpomínal v deníku Le Gaulois Montjoyeux (pseudonym Julese Poignanda) na hudbu v jejím salonu: „Hraběnka měla, mezi jinými preferencemi, výlučnou zálibu ve svých dílech. Nehrály se prakticky jiné kusy než ty s jejím jménem, což ne vždy znamenalo, tvrdily neprávem zlé jazyky, jí zkomponované. Když už neměla sebevědomí autora, které měla často z druhé ruky, tvrdilo se, měla alespoň sebevědomí podepisujícího. Tato její tendence k slavomamu se nabízela příliš snadno, než aby se jí někdo nepokoušel zneužít. A to natolik, že i za předpokladu, že měla nadání, utopila jeho původnost v oceánu zmatených produkcí, bez vlastního nápadu a bez jednoty. Rádoby přátelé jí učinili špatnou službu, když se jí snažili vyhovět. Nezanechala za sebou nic než jedno málo významné dílo, tuším hrané vícekrát ve starém [Théâtre-]Lyrique s názvem Čaroděj.“
Muzikolog Arthur Pougin o skladatelce v reprezentativním slovníku Biographie universelle des musiciens psal: „Paní Perrière-Pilté nechávala hrát ve svém salonu díla, ke kterým psala text i hudbu a které se jí podařilo uvést na jeviště; ale lichotivý potlesk, který v intimním prostředí sklízely tyto vskutku dětinské produkce, se neopakoval před skutečným publikem, které zaplatilo vstupné do divadla, a mělo proto zcela jiné požadavky. Pod pseudonymem Anaïs Marcelli takto nechala provést dvě operety, které sklidily úspěch zcela negativní: Čaroděj…“ Zato Félix Clément a Pierre Larousse věnovali ve svém operním slovníku Čaroději dlouhý článek: „Jestliže libreto dává poznat duchaplnou ženu, partitura ukazuje značně vycvičený hudební vkus. Paní P… je příliš známa v uměleckých a literárních kruzích, než abychom se divili, že v divadle se setkáváme s týmiž kvalitami, jaké staví hojně na odiv při svých brilantních recepcích.“ Podle Pougina ostatně právě toto heslo svědčilo o Clémentově nekompetentnosti…
S uvedenými tvrzeními o „úspěchu zcela negativním“ je v rozporu, že se Čaroděj hrál po tři roky, do roku 1868, a dosáhl celkem 30 představení, tedy relativně vysokého počtu v porovnání s řadou jiných děl na repertoáru Théâtre-Lyrique i mnohem známějších a uznávanějších skladatelů. Byl uveden rovněž v hlavním bruselském divadle Théâtre de la Monnaie (premiéra 9. září 1868).

## Osoby a první obsazení
| osoba                                        | hlasový obor | premiéra (13. června 1866)           |
| -------------------------------------------- | ------------ | ------------------------------------ |
| Čaroděj (Rinaldo Rinaldini)                  | bas          | (Louis-)Émile Wartel                 |
| Martha, převoznice                           | soprán       | (Marie-)Valérie Tual                 |
| Raimbaud, četař královských dragounů         | tenor        | Désiré Fromant                       |
| Hraběnka z Montfortu                         | mezzosoprán  | Barbe-Éléonore Duclos (roz. Ragaine) |
| Hrabě z Montfortu                            | bas          | (Louis-)Prosper Guyot                |
| Jeannette, venkovanka                        | soprán       | Mlle Ladois                          |
| Françoise, venkovanka                        | soprán       | Mlle Demay                           |
| Voják                                        | mluvená role | Grout                                |
| První loupežník                              | mluvená role | Garcin                               |
| Druhý loupežník                              | mluvená role | Bour                                 |
| Dragouni, loupežníci, venkované a venkovanky |              |                                      |

## Děj opery
(Pusté místo v Alpách a čarodějovou chatrčí) K čarodějovi, který se nedávno usadil nad vsí, se lidé hrnou pro rady a kouzelné lektvary. Jako první se sem vyšplhá hrabě z Montfortu, ale nechce být spatřen, a proto poodejde, když dorazí dvě děvčata, Françoise a Jeannette. Nesou čarodějovi dary za předchozí dobré rady a pomoc a chtějí si nechat hádat z ruky: Françoise, zda se její milý vrátí z vojny, a Jeannette, zda je k ní milé královské páže upřímné. Čaroděj oběma radí nespoléhat se na mužské sliby (kuplet Ah! lisez-vous dans ma main). Od děvčat se navíc dozví jednak to, že hrabě schovává na zámku u vsi poklad, jednak to, že se prý v okolí objevil obávaný loupežník Rinaldo Rinaldini. – Po děvčatech přijde hraběnka a stěžuje si, že se její manžel ochomýtá kolem její kmotřenky, převoznice Marthy. Čaroděj jí slibuje nápoj zajišťující vrátit jí půvaby mládí, přijde-li si sem pro něj o půlnoci. Nato se vrací hrabě a jemu čaroděj za stejné podmínky slíbí nápoj, kterým si získá převozničinu lásku. 
Čaroděj se schová před procházející patrolou červených dragounů vedenou Raimbaudem (sbor Qui va là? s árií Raimbauda Dans la charmille). Poté přichází se žádostí o radu Martha; celá se chvěje (árie Dans ce bois solitaire). Ale čaroděj se chystal odejít a Martu stojí mnoho úsilí ho přesvědčit, aby jí otevřel dveře (duet Qui vient là? – Bon ermite… Je suis une fillete… Écoutez ma prière). Po dlouhém pobízení Martha konečně vysloví, co ji sem přivedlo: obavy o to, zda je jí věrný její milý voják… Čaroděje to nezajímá a chce ji odbýt, dokud se nezačne dozvídat zajímavé věci: že totiž celý les stráží dragouni hledající Rinaldiniho (velitelem jejich oddílu je právě Marthin milý Raimbaud) a že jediná cesta odsud je přes řeku – a Martha je zrovna převoznice (kuplet Oui, vraiment, je suis batelière). Navíc se jako hraběcí kmotřenka na zámku vyzná jako málokdo. Nyní čaroděj odloží svou masku: je to Rinaldini, který se chystá dnes v noci se svými druhy vyloupit zámek, a proto sem na tutéž dobu vylákal hraběte a hraběnku. Nyní chce využít Marthu a její přívoz, aby se svými druhy unikl vojákům.
Dragouni se vracejí ze své hlídky a hledají čaroděje. Rinaldini se s Martou zatím skryje do blízké sluje a nutí ji mlčet (ansámbl a sbor Nous sommes les soldats du roi!). Když už není zbytí, Rinaldini jako čaroděj) vystoupí s Marthou a vysvětluje Raimbaudovi, že se sem dívka přišla radit o lásce, což se Raimbaudovi přirozeně moc nelíbí. Zatím vojáci prohledali čarodějovu chatrč a našli tam jen pár lahví bylinné kořalky. Raimbaud je posílá, aby na něho čekali u řeky, a pochvaluje si jejich disciplínu (kuplet Le seul qui sache plaire). Rinaldini jde do chatrče najít lepší pití a Martha Raimbaudovi tajně naznačí čarodějovu totožnost. Ten se vrací a lahvemi a chce Raimbauda přemoci v pijáckém souboji (pijácký kuplet Rinaldiniho Buvons, ami, buvons!). Ale Raimbaud se jen tak přepít nedá a nakonec ho musí Rinaldini přiotrávit uspávacími kapkami do jeho vína. Raimbaud se konečně chystá Rinaldiniho zatknout nechat pověsit, ale usne při tom (tercet Pendu! Pendu!). Rinaldini si oblékne Raimbaudovu uniformu a chce utéci, ale Martha ho lstí přiměje napít se vína s uspávacím lektvarem a i Rinaldini usíná.
Dva loupežníci přivádějí na místo domluvené schůzky zvlášť hraběte a hraběnku – ti jsou překvapeni, že se zde setkávají, a vzápětí zajati. Ale dragouni obklíčili celé místo s pomocí ozbrojených vesničanů a loupežníky hravě přemohou, zvláště když jejich vůdce je dosud bez vědomí. Zato Raimbaud se probudí a slibuje statečné Marthě věnovat svou lásku. Všichni – až na loupežníky – zpívají chválu královským vojákům (sbor Ah! vivent les soldats du roi!).